# Treno Servizio Regionale
Il Treno Servizio Regionale (TSR) è un elettrotreno progettato e prodotto a partire dal 2004 da parte di un raggruppamento temporaneo di imprese composto dalla mandataria AnsaldoBreda, da Firema e da Keller. Impiegato unicamente da Trenord, operatore ferroviario regionale della Lombardia, sulle relazioni regionali e suburbane che gravitano intorno a Milano, e progettato appositamente per rispondere alle necessità del traffico pendolare di tale area, è un convoglio a potenza distribuita composto da un numero di casse variabile da 3 a 6.

## Costruttori

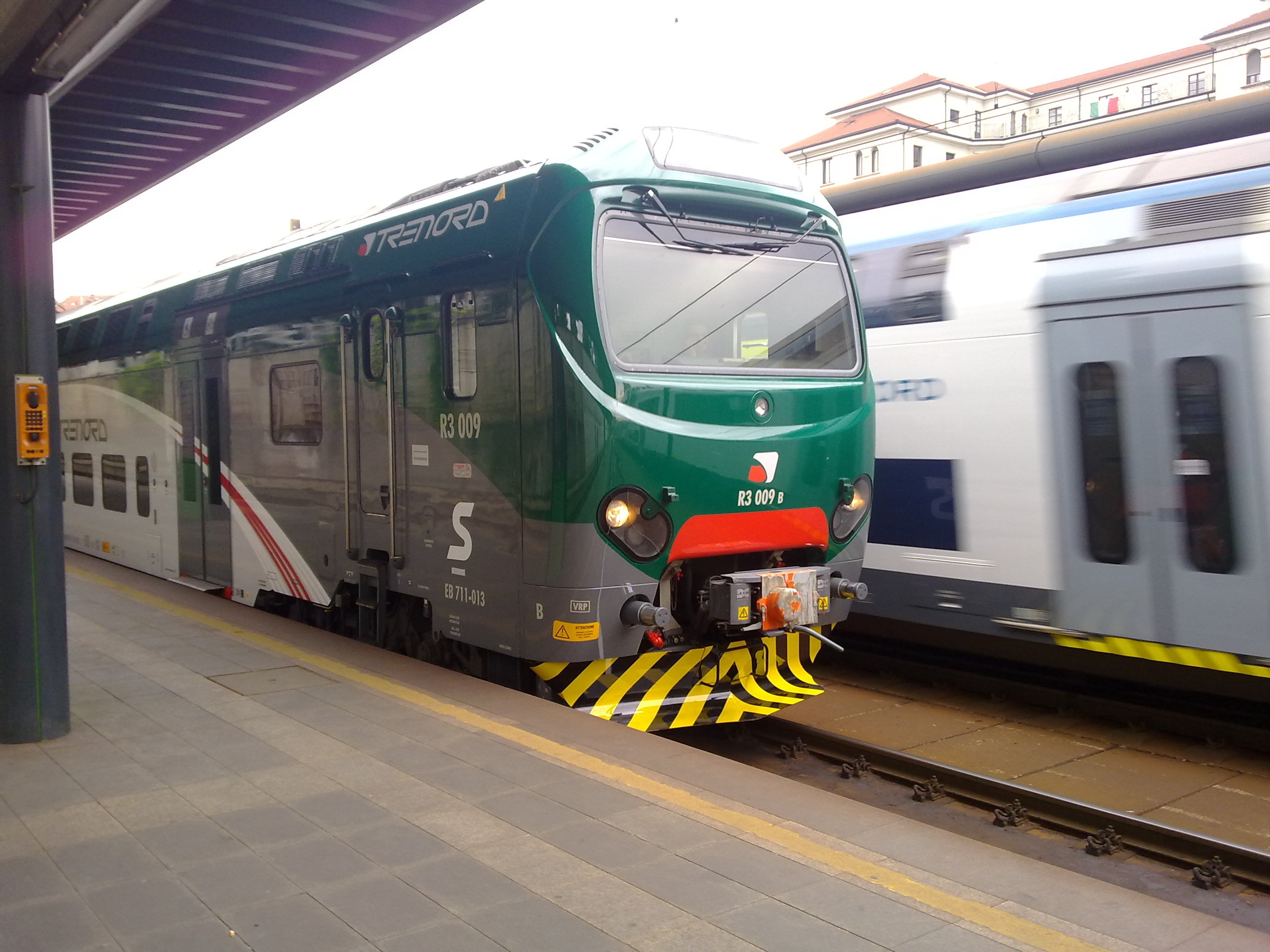
Il primo TSR (R3 009) pellicolato in livrea Trenord a Milano Cadorna

Il TSR viene prodotto negli stabilimenti AnsaldoBreda di Pistoia e Firema di Caserta, mentre lo stabilimento Keller di Villacidro costruisce tutti i carrelli. Relativamente ai principali sottoinsiemi, AnsaldoBreda fornisce tutta l'elettronica di trazione e la logica di veicolo, mentre Firema produce motori, caricabatterie e controllo dell'azionamento nel suo stabilimento di Tito.
I primi due convogli (i prototipi 0 e 00) sono stati consegnati nell'agosto 2006 ed impiegati per le prove di omologazione, mentre il primo convoglio della serie a maggio 2007, con 1 anno e 10 mesi di ritardo rispetto al contratto. A fine luglio 2007 il primo TSR di serie è entrato in regolare servizio passeggeri, dopo aver ottenuto sia le autorizzazioni ministeriali necessarie per la circolazione sulle linee Ferrovienord che l'immatricolazione per l'esercizio commerciale sulle linee RFI, compreso il passante di Milano. Il consorzio ha poi proseguito le consegne al ritmo di circa due treni al mese.

## Committenza ed impiego operativo
Ferrovienord, per conto della Regione Lombardia, ha ordinato 78 treni all'associazione temporanea di imprese AnsaldoBreda-FiReMa-Keller in numerosi lotti. L'ordine iniziale del 2003 era di 27 TSR, divenuti 42 con l'opzione di 15 convogli per la linea S5. Successivamente (settembre 2006) sono stati ordinati ulteriori 26 convogli senza gara pubblica ai sensi dell'articolo 221, comma 1, lettera e, del Decreto Legislativo 12 aprile 2006, nº 163, e a dicembre 2006 vengono finanziati gli ultimi 8 TSR, per un totale di 76 treni ordinati. Gli ultimi due treni sono stati finanziati dall'ATI Trenitalia-Le Nord-ATM che gestisce la S5.
A causa del ritardo di circa due anni nelle consegne, sono stati poi consegnati da AnsaldoBreda come penale ulteriori due TSR, completando la flotta di 80 convogli nell'anno 2012.
L'anno successivo sono stati ordinati ulteriori 7 treni da Trenord e altrettanti dalla Regione Lombardia mentre, alla fine del 2015 vennero ordinati gli ultimi 10 TSR, consegnati durante il 2017 e il 2018: la flotta definitiva è composta da 104 complessi a 3, 4, 5 o 6 elementi.
Il primo TSR fu consegnato a LeNord il 1º agosto 2006. Dopo un periodo di prove, i primi treni entrarono in servizio regolare nell'estate 2007; tutti i treni prodotti per la Regione Lombardia e assegnati a LeNord e Trenitalia sono confluiti nel parco Trenord.

## Descrizione

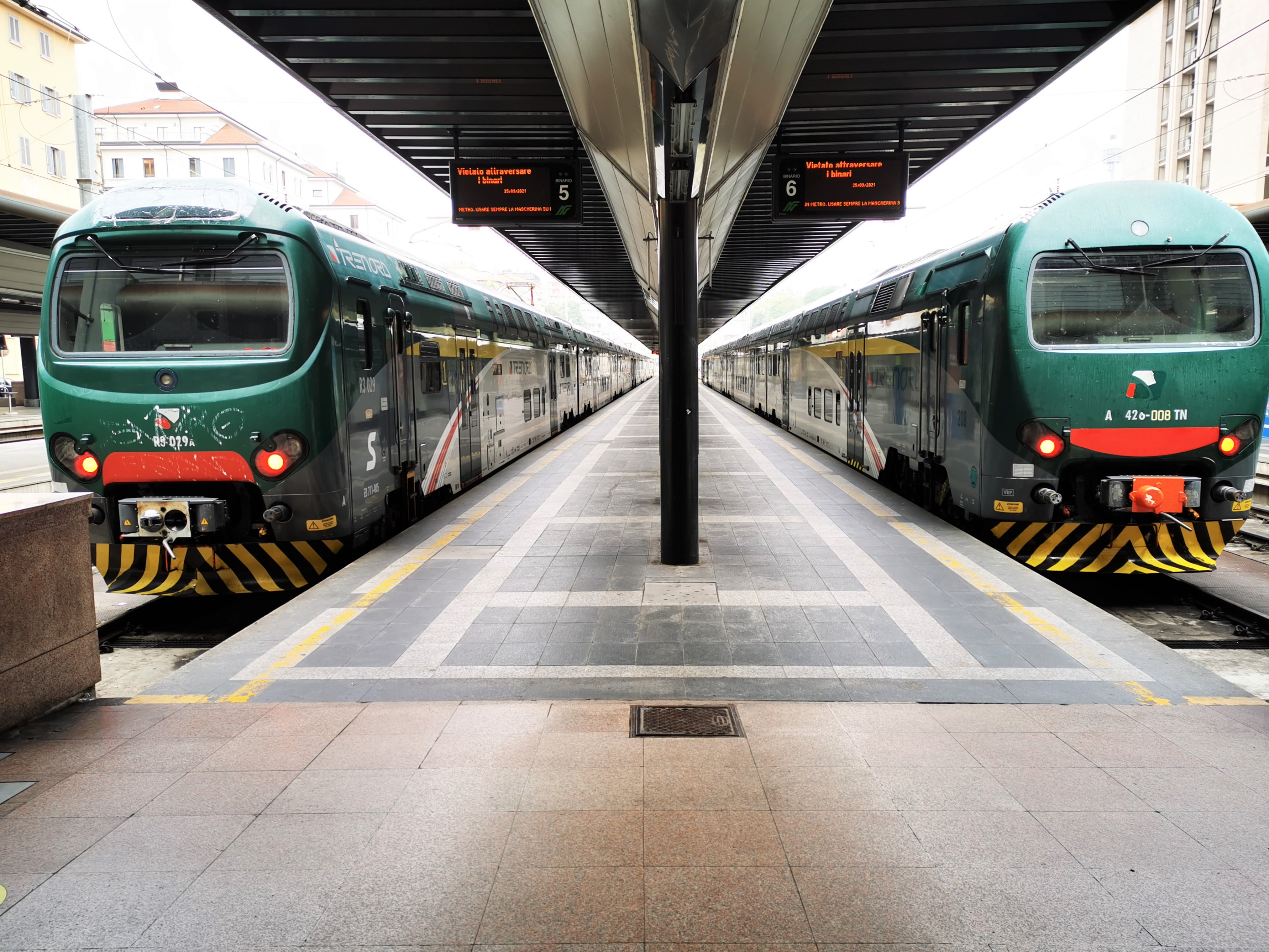
Treno Servizio Regionale (a sinistra) e Treno Alta Frequentazione (a destra)

La costruzione di un nuovo elettrotreno per servizi regionali è stata voluta da Trenitalia e da Ferrovienord per migliorare i servizi passeggeri a carattere regionale e suburbano. La base del progetto è il treno TAF; si è lavorato per risolvere quelle criticità che non rendevano tale mezzo in grado di soddisfare pienamente le esigenze dei pendolari. Nasce così il TSR, Treno Servizio Regionale, un elettrotreno a potenza distribuita con motori su ogni cassa.
La sua caratteristica principale è la modularità, in quanto i TSR sono costituiti da due tipologie di veicolo:
- MCH, motrici di estremità con cabine e pantografi
- M, motrici intermedie senza cabina.

A partire da due MCH si possono quindi costruire treni di lunghezza variabile inserendo in mezzo un numero di M variabile da 1 a 4, arrivando a costituire composizioni da 3 a 6 pezzi, peraltro tra loro accoppiabili in multiplo per avere fino a 12 pezzi. La modifica di composizione può essere effettuata senza passaggio in officina.

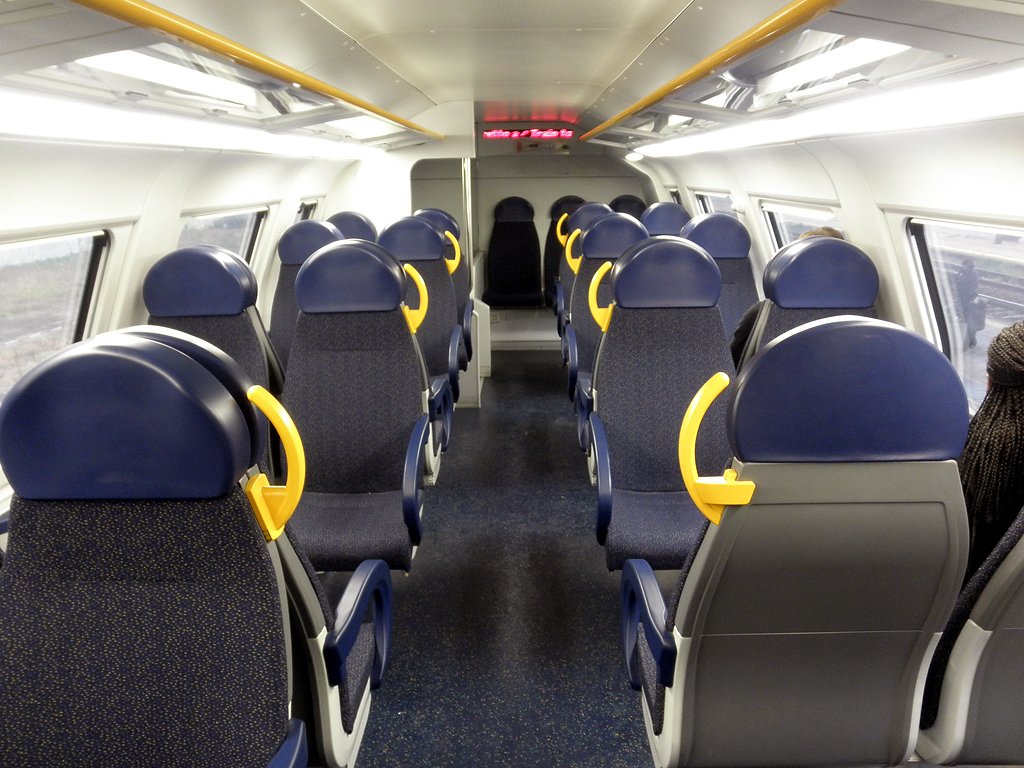
Interno del piano superiore di una cassa

Come già accennato, questi treni rappresentano sostanzialmente un'evoluzione del TAF: i due treni sono molto simili nell'aspetto estetico esteriore (le maggiori differenze sono l'aspetto del frontale, l'aspetto delle porte e la presenza di più finestrini sulle motrici di testa), mentre si differenziano significativamente sia dal punto di vista tecnologico sia dal punto di vista del comfort.
Diversamente dai TAF, in cui la composizione è sempre di quattro vetture e la trazione è effettuata solo dalle due motrici di testa e di coda, nei TSR ogni vettura è motorizzata e si ha la massima elasticità nella composizione dei treni, che possono essere di lunghezza variabile secondo le esigenze di servizio mantenendo inalterate le loro prestazioni. La trazione distribuita ha anche risolto gran parte dei problemi di aderenza tipici di alcune linee della rete Ferrovienord, che raggiungono pendenze anche del 30 per mille (come il tratto tra Como Borghi e Camerlata).
La modifica del tipo di collegamento meccanico tra cassa e carrello ha migliorato il comfort interno, diminuendo gli scossoni nell'accelerazione e nella decelerazione tipici dei TAF. Per quanto riguarda la sicurezza, tutti i TSR sono dotati del dispositivo SCMT e ogni motrice ha 8 telecamere interne a circuito chiuso e 2 esterne (una per ogni lato); le prime sono presenti a scopo antivandalismo, le altre per consentire eventualmente la condotta senza capotreno. Ogni elemento è inoltre equipaggiato con un impianto antincendio automatico con rilevazione dei fumi.

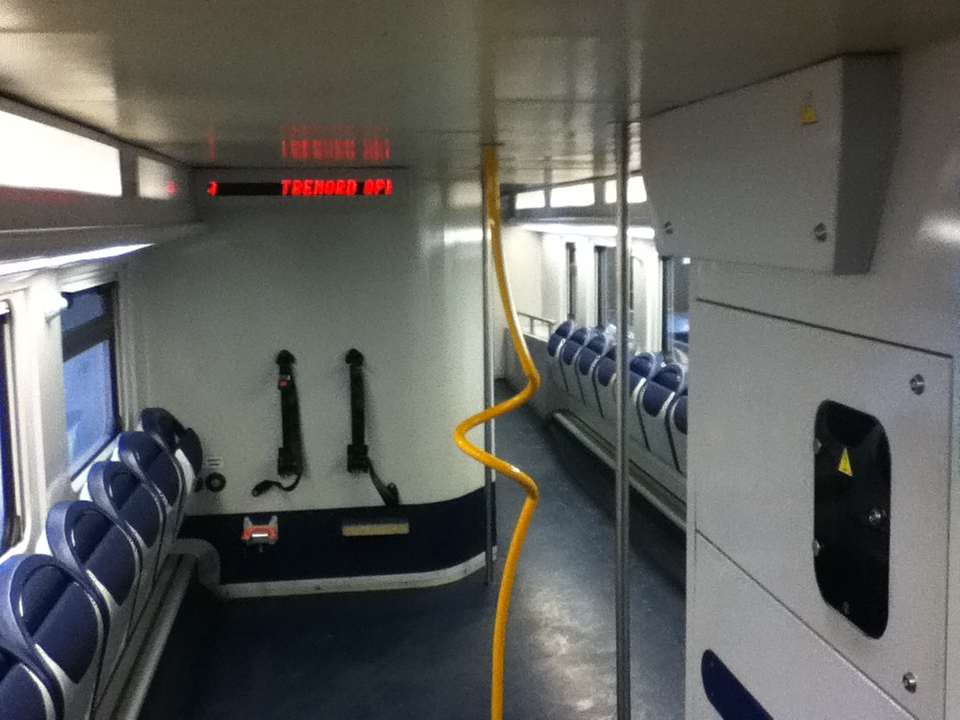
Interno del piano inferiore interno

La configurazione a due piani consente di trasportare più di 800 persone sedute e altre 800 in piedi, per un totale di 1600 passeggeri, con treni di soli 200 metri, caratteristica molto utile in quanto il treno viene utilizzato su molte linee che presentano un intenso traffico passeggeri e sono dotate di stazioni con banchine corte, come il passante ferroviario di Milano, nel quale i TSR, di base, sono l'unica tipologia di materiale rotabile impiegato.
I disabili hanno a disposizione due posti riservati nelle vetture di testa. I servizi igienici, dotati di ritirate a circuito chiuso, sono situati sulle motrici, quindi in numero di due per ogni convoglio e sono studiati per consentirne l'uso anche ai portatori di handicap, sebbene l'accessibilità risulti scarsa in conseguenza della presenza lungo il corridoio degli strapuntini che all'occorrenza possono essere abbassati ed utilizzati dai passeggeri). Come i TAF, anche i TSR dispongono di pedane per l'incarrozzamento dei disabili sulle due motrici di testa; inoltre tutte le porte presentano un gradino mobile a scorrimento che riduce lo spazio tra la porta e la banchina.
I TSR, grazie alla trazione su ogni veicolo, hanno una grande capacità di accelerazione; variando la quantità di corrente impostata tramite gli strumenti in cabina di guida, possono effettuare delle accelerazioni assimilabili a quelle effettuate dalle metropolitane e raggiungere velocità e prestazioni non possibili nei TAF, nonché effettuare un'accelerazione più o meno morbida per avere meno problemi di aderenza e slittamento, in particolare in giornate umide, nevose o piovose.
Per rispondere ai nuovi standard di sicurezza ferroviaria, tutti i convogli hanno ricevuto negli ultimi anni l'installazione dell'impianto antincendio.

## Allestimenti
Gli interni evidenziano quanto i TSR siano l'evoluzione diretta dei TAF: ogni cassa ha 4 comparti passeggeri, uno basso centrale, uno alto centrale (doppio piano) e 2 piccoli ad altezza media, alle estremità sopra i carrelli. Gli spazi sono meno stretti ed i corridoi sono abbastanza spaziosi anche per i passeggeri in piedi. I sedili sono per la maggior parte disposti 4 x 4 vis à vis; per offrire maggiore spazio sia ai viaggiatori seduti che a quelli in piedi, in ogni cassa, nel corridoio tra una porta d'entrata e l'altra sono stati inseriti numerosi sedili ribaltabili (strapuntini).
Rispetto al TAF è stata eliminata la scala curva che conduce al piano alto delle casse, spesso criticata per la sua scomodità, sostituita da una più ampia ed agevole scala angolare.

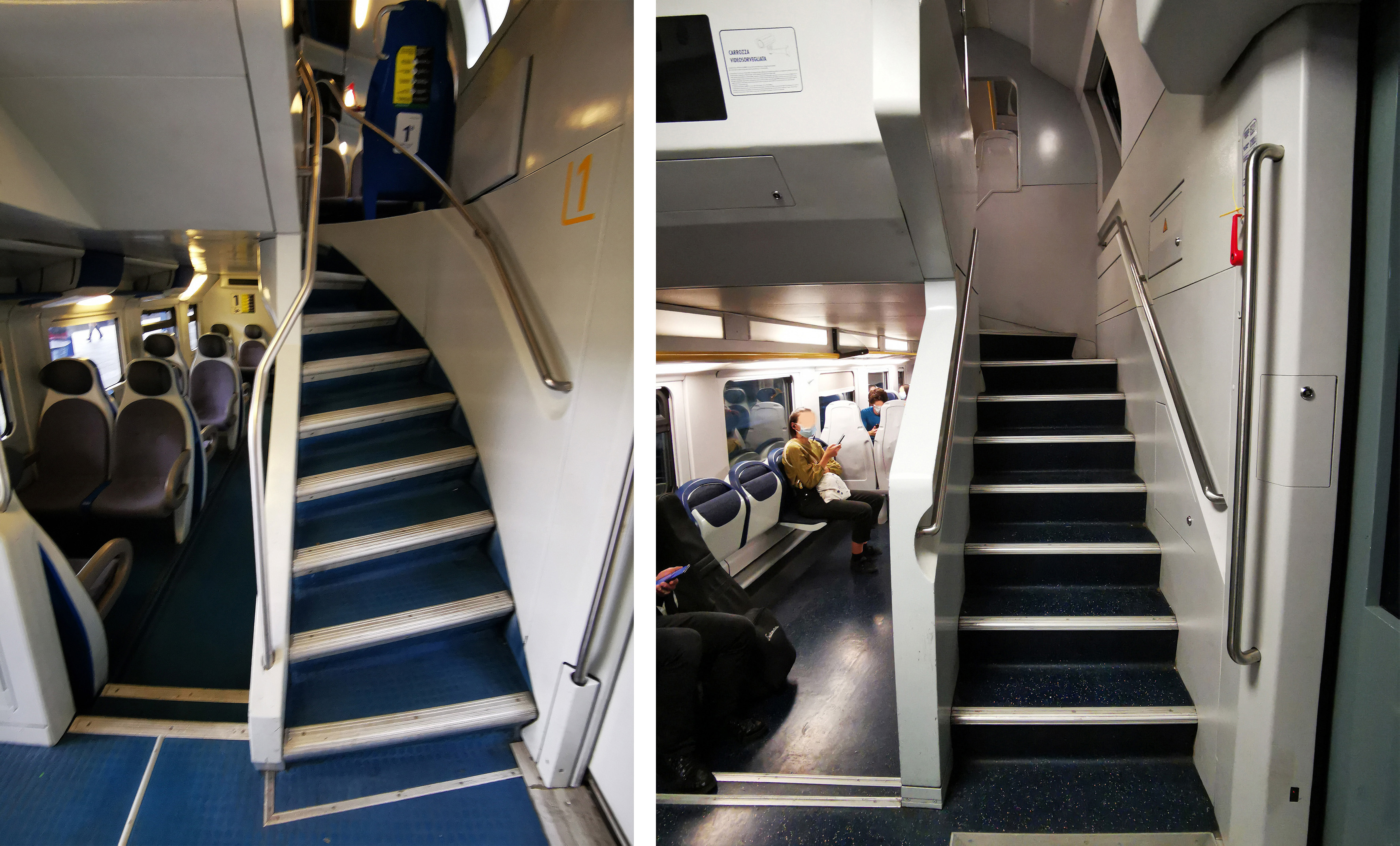
Confronto tra le scale per accedere al piano superiore nel treno TAF (a sinistra) e TSR (a destra). Nel TSR si notano i sedili ribaltabili di lato alla scala.

A differenza dei TAF, in cui le porte delle casse di testa e di coda sono più strette di quelle del resto del convoglio, nei TSR le porte sono tutte identiche, a doppia anta ad espulsione, e l'apertura locale è attuata con pulsante a sfioramento. I tempi di apertura delle ante, per quanto migliorati rispetto al TAF, sono allungati dalla movimentazione del gradino esterno, che deve uscire completamente prima che le ante si aprano (per questo motivo, a treno fermo, il gradino viene spesso lasciato estratto anche a porta chiusa, per poi venire ritratto al momento della partenza). Per aumentare al massimo l'efficienza energetica dell'impianto di riscaldamento e climatizzazione, a treno fermo, tutte le porte restano chiuse e chi sale o scende deve aprire solo quella per cui vuole passare tramite il pulsante (che quando la porta è apribile è illuminato in verde, mentre a porta bloccata diventa rosso). La porta aperta si richiude poi automaticamente alcuni secondi dopo. Tutte le porte vengono mantenute bloccate durante la marcia per evitare pericolose aperture accidentali.
Le comunicazioni tra le casse sono in genere sempre aperte, con due porte automatiche anch'esse con comandi a sfioramento, attraverso un passaggio in corridoio mobile all'interno di un mantice a doppio strato in materiale gommoso.
I finestrini dei veicoli sono sigillati (ad eccezione degli ultimi di ogni fila di sedili, di dimensione ridotta, che sono apribili "a compasso" solo nella parte superiore con la chiave in dotazione al personale di bordo) e l'intero treno è climatizzato e/o riscaldato da un sistema automatico.
Su tutte le casse sono presenti 6 pannelli a LED rossi con testo a scorrimento per le informazioni di viaggio e 2 display LCD nei vestiboli per dare altre informazioni al pubblico. All'esterno vi è invece un classico display di indicazione a LED giallo su ogni cassa, più due più grandi sulle testate delle motrici. In ogni vestibolo è disponibile un citofono d'emergenza per comunicare con il personale in cabina in caso di bisogno.

## Denominazione
Tutte le motrici hanno doppia denominazione: ALe 711 / ALe 710 per Trenitalia; EB.711 (motrice con cabina) / EB.710 (motrice intermedia) per Ferrovienord.

## Livree

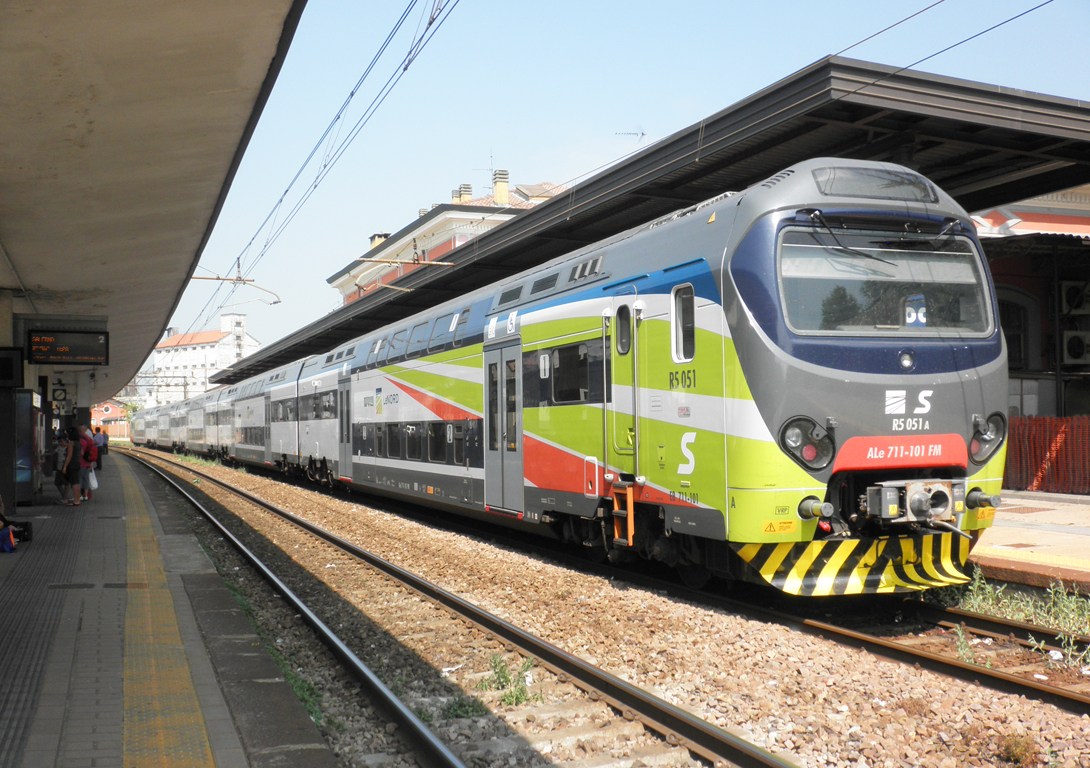
TSR R5 051 in livrea LeNord in sosta alla stazione di Lodi.

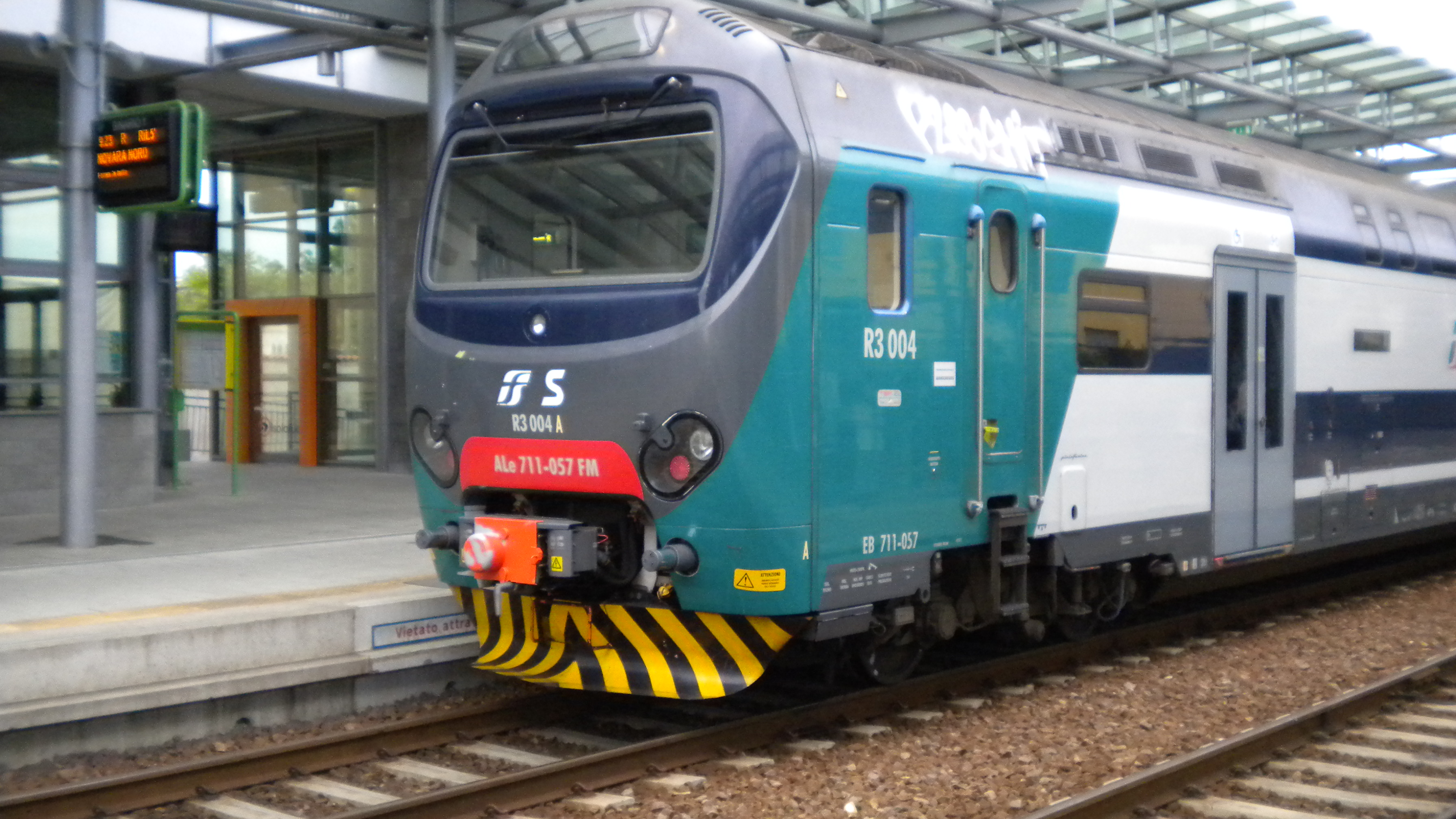
TSR R3 004 in livrea Trenitalia in sosta alla stazione di Vanzaghello-Magnago.

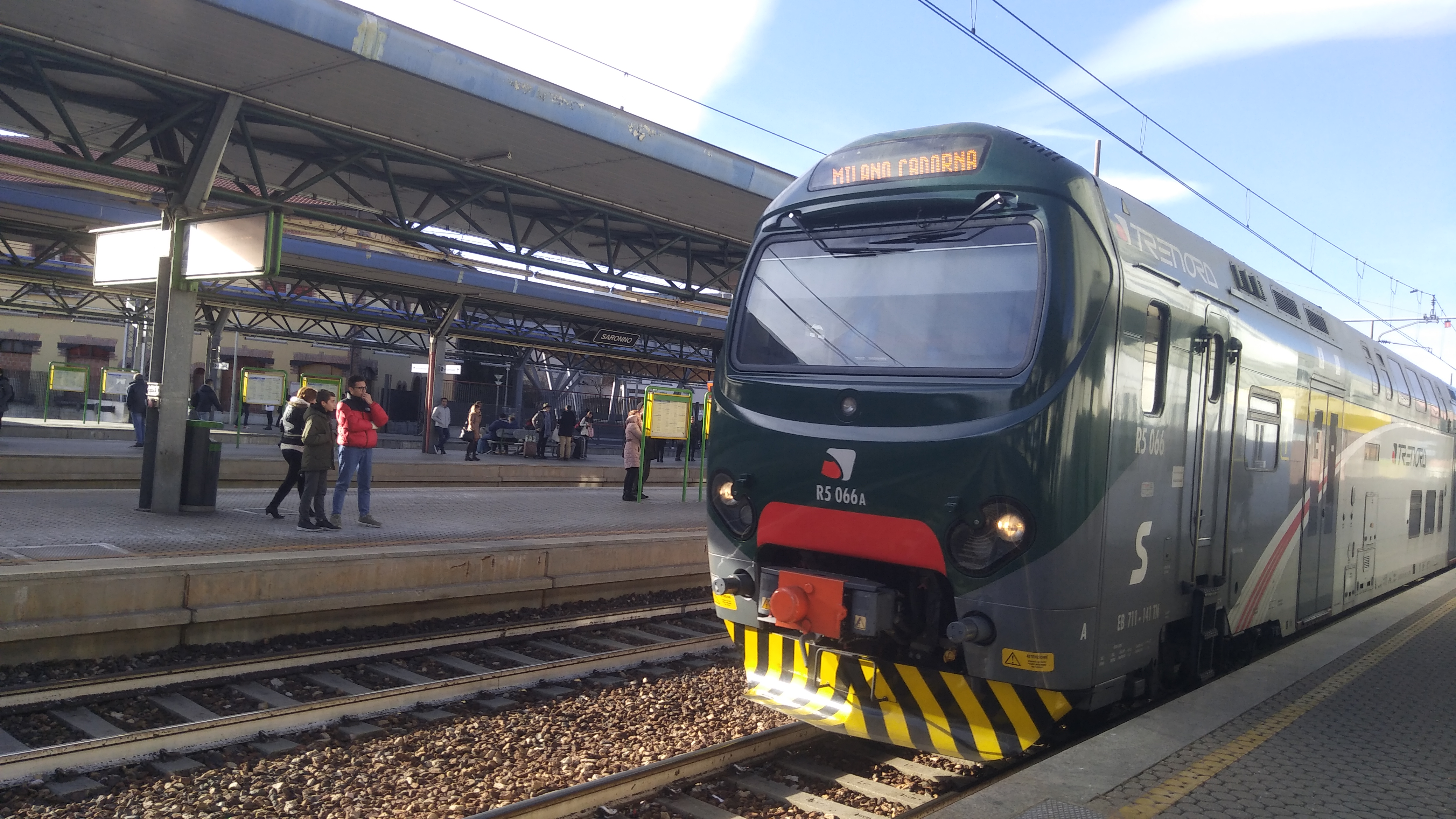
TSR R5 066 in livrea Trenord in partenza dalla stazione di Saronno.

I TSR hanno circolato in Italia con quattro differenti livree.
Inizialmente, sui 17 convogli assegnati alla linea S5 del servizio ferroviario suburbano di Milano, nell'ambito del contratto Trenitalia-LeNORD-ATM, è stata applicata una versione particolare della livrea XMPR, con bande verdi scure e blu, mentre sui restanti treni della flotta è stata applicata la livrea tipica della corporate identity di LeNORD. I convogli con le due livree risultavano però spesso mescolati, al fine di garantire la massima disponibilità di convogli a tutti i servizi, soprattutto dopo la costituzione di Trenitalia - LeNord (2009). 
Con la fusione di Trenitalia - LeNord in Trenord e la nascita della nuova corporate identity a tutti i TSR è stata applicata la livrea di Trenord, dai colori bianco e verde scuro; il primo convoglio è stato ripellicolato il 20 giugno 2011, a cui hanno fatto seguito tutti gli altri della flotta (l'ultimo è stato ripellicolato a fine 2020).
A partire da maggio 2024, in fase di revisione generale, alcuni TSR ricevono la nuova livrea Regione Lombardia, dai colori bianco e verde chiaro; il primo complesso a riceverla è stato il TSR R5 021.
Gli allestimenti interni dei TSR non hanno mai subito modifiche durante i cambi di livrea. I primi convogli prodotti hanno sedili simili a quelli usati sui TAF, sulle carrozze Casaralta ristrutturate e sulle carrozze Piano Ribassato ristrutturate, mentre quelli prodotti successivamente hanno un altro tipo di sedili ad imbottitura totale.
I TSR, così come i TAF, sono ricoperti da una speciale pellicola che riduce lo sporco e rende più rapida e facile la pulitura da eventuali imbrattature.

## Radiazioni
A novembre 2024 Trenord ha disposto la dismissione di materiale appartenente alla flotta TSR (già FNM) non più utile al servizio in quanto da tempo accantonato e compromesso a seguito di incidenti o guasti ritenuti non riparabili; in particolare sono stati inoltrati alla demolizione: l'elettrotreno n.46 (composto da 5 elementi), oltre agli elementi singoli: 710-137, 710-144, 710-204, 711-157, 711-168.